# ويليس إي. ديفيس
ويليس إي. ديفيس (بالإنجليزية: Willis E. Davis) هو رسام أمريكي، ولد في 1855 في ستوكتون في الولايات المتحدة، وتوفي في 11 مارس 1910 في المحيط الأطلسي.